# George Henry Williams
George Henry Williams, född 23 mars 1823 i New Lebanon, New York, död 4 april 1910 i Portland, Oregon, var en amerikansk domare och republikansk politiker.
Han var chefsdomare i Oregonterritoriets högsta domstol 1853-1857. Oregon blev delstat 1859 och Williams hade varit med i församlingen som fastställde delstatens grundlag före inträdet i unionen. Han var ledamot av USA:s senat 1865-1871.
1871-1875 tjänstgjorde han som USA:s justitieminister under president Ulysses S. Grant. 1873 nominerades Williams till USA:s högsta domstol men kandidaturen tillbakadrogs.
Han var borgmästare i Portland 1902-1905.